# フアン・フォルリン
フアン・ダニエル・フォルリン（Juan Daniel Forlín, 1988年1月10日 - ）は、アルゼンチン・サンタフェ州出身の元サッカー選手。元アルゼンチン代表。現役時代のポジションはディフェンダー（センターバック）。

## 来歴

### クラブ
ボカ・ジュニアーズの下部組織出身であるが、2007年7月からレアル・マドリードの下部組織（レアル・マドリード・カスティージャ）にレンタル移籍で所属した経験もある。
2008年4月19日、ニューウェルズ・オールドボーイズ戦でデビューした。12月20日、CAサン・ロレンソ・デ・アルマグロとの試合中にアンドレス・シルベーラと交錯して倒れて痙攣し、病院に運ばれる出来事があった。
2009年8月25日、8日に急死した当時の主将ダニエル・ハルケの後釜として移籍金400万ユーロの5年契約でRCDエスパニョールに完全移籍した。
2019年12月21日、ジュビロ磐田への完全移籍加入が発表された。しかし、出場機会はなくシーズン終了後に契約満了により退団した。

### 代表
U-20アルゼンチン代表に選出されていたが、FIFA U-20ワールドカップの最終メンバーからは外れた。アルゼンチンA代表としては、2009年3月28日のベネズエラ戦、4月1日のボリビア戦に招集された。

## Jリーグでの個人成績
| 国内大会個人成績 | 国内大会個人成績 | 国内大会個人成績 | 国内大会個人成績 | 国内大会個人成績 | 国内大会個人成績 | 国内大会個人成績 | 国内大会個人成績 | 国内大会個人成績 | 国内大会個人成績 | 国内大会個人成績 | 国内大会個人成績 |
| 年度             | クラブ           | 背番号           | リーグ           | リーグ戦         | リーグ戦         | リーグ杯         | リーグ杯         | オープン杯       | オープン杯       | 期間通算         | 期間通算         |
| 年度             | クラブ           | 背番号           | リーグ           | 出場             | 得点             | 出場             | 得点             | 出場             | 得点             | 出場             | 得点             |
| 日本             | 日本             | 日本             | 日本             | リーグ戦         | リーグ戦         | リーグ杯         | リーグ杯         | 天皇杯           | 天皇杯           | 期間通算         | 期間通算         |
| ---------------- | ---------------- | ---------------- | ---------------- | ---------------- | ---------------- | ---------------- | ---------------- | ---------------- | ---------------- | ---------------- | ---------------- |
| 2020             | 磐田             | 6                | J2               | 0                | 0                | -                | -                | -                | -                | 0                | 0                |
| 通算             | 日本             | 日本             | J2               | 8                | 0                | -                | -                | -                | -                | 0                | 0                |
| 総通算           | 総通算           | 総通算           | 総通算           | 0                | 0                | -                | -                | -                | -                | 0                | 0                |

## タイトル
ボカ・ジュニアーズ
- アルゼンチン・リーグ : 2008-09A

アル・ラーヤン
- シェイク・ジャシムカップ : 2013

ケレタロ
- コパ・メヒコ : 2016A